# Giao hưởng số 6 (Schubert)
Giao hưởng số 6 cung Đô trưởng, D. 589, hay còn gọi là Giao hưởng nhỏ là tác phẩm của nhà soạn nhạc thiên tài người Áo Franz Schubert. Ông viết tác phẩm này trong khoảng thời gian từ tháng 10 năm 1817 đến tháng 2 năm 1818. Nó được gọi là Giao hưởng nhỏ vì bản giao hưởng số 9 của Schubert, bản "giao hưởng lớn", cũng viết ở cung Đô trưởng. 

## Đặc điểm tác phẩm
Tác phẩm gồm 4 chương:

### Chương 1:Adagio-Allegro
Cấu trúc một chương mở đầu gồm phần chậm và phần nhanh là cấu trúc phổ biến trong nhiều bản giao hưởng của thời kỳ âm nhạc Cổ điển và một số nhà soạn nhạc của thời kỳ âm nhạc Lãng mạn. Giao hưởng số 6 của Schubert là một trong số đó. Phần đầu của chương nhạc là chương chậm với những nốt nhạc dịu dàng, mang bản chất của các dân ca của Đức. Phần nhanh riêng biệt với phần chậm. Phần này gồm những giai điệu vui tươi mang tính chất giải dị vốn chỉ có ở những nhà soạn nhạc như Schubert, một người xuất thân từ một vùng quê nghèo của Áo.

### Chương 2:Andante
Chương 2 có lẽ là chương thể hiện rõ nhất con người của Schubert: tâm hồn nhỏ bé, yếu duối nhưng rất nhạy cảm. Tuy nhiên, tác phẩm hầu như không thể hiện một cái gì đó quá bi đát mà mọi thứ cứ nhẹ nhàng, êm đẹp dễ đi vào lòng người. Bất chợt, ở một vài chỗ, cả dàn nhạc giao hưởng dữ dội, nhưng đó chỉ là nhất thời và chúng quá ngắn ngủi so với toàn bộ chương nhạc. Chương nhạc được kết thúc trong sự thể hiện chung của cả dàn nhạc, hoành tráng. 

### Chương 3:Scherzo
Nếu như cấu trúc chương đầu là sản phẩm của phong cách âm nhạc thời Cổ điển thì chương 3 lại là sản phẩm của phong cách âm nhạc thời Lãng mạn. Thay vì là một minuet uyển chuyển, nghiêm trang là một scherzo vui tươi, nhanh nhẹn. Chương scherzo trong giao hưởng số 6 của Schubert hơi mang tính chất của các chương scherzo trong các bản giao hưởng của Ludwig van Beethoven, nhưng nó vẫn chứa đựng phong cách riêng có của Schubert. Ngoài ra không thể không kể đến sự xen vào của những điệu vốn là của minuet chứ không phải scherzo, nhưng nó chỉ là gia vị lượng nhỏ thay đổi chút hương vị của chương nhạc thôi.

### Chương 3: Allegromoderato
Chương 4 là một chương nhanh. Sự bắt đầu của chương này là những điệu múa dân gian, những điệu nhảy giản dị, trong sáng. Sau đó, cả dàn nhạc cùng cất lên ở một số chỗ ngẫu hứng nào đấy, rồi rồi từ những chỗ đó, nhạc cụ bộ dây và bộ gỗ diễn tả một số chủ đề nhỏ mang tính chất hướng nội tâm. Rồi chủ đề đầu tiên trở lại. Sau đó các chủ đề kia cũng quay lại. 